# Хренники (Калужская область)
Хренники — деревня в Людиновском районе Калужской области. Входит в состав Сельского поселения «Деревня Игнатовка».

## Географическое положение
Расположено примерно в 10 км к северо-западу от деревни Игнатовка.

## Население
На 2010 год население составляло 21 человек.